# Ratko Rudić
Ratko Rudić (Beograd, 7. lipnja 1948.), hrvatski je, umirovljeni, vaterpolski trener i nekadašnji vaterpolist. Ukupno je, u igračkoj i trenerskoj karijeri, osvojio 64 trofeja, od čega devetnaest klupskih naslova i 45 reprezentativnih medalja, uključujući osamnaest zlatnih. Na najcjenjenijim seniorskim natjecanjima, poput europskih i svjetskih prvenstava i olimpijskih igara, osvojio je 21 medalju, uključujući deset zlata. Kao igrač i trener je u razdoblju 1968. – 2012. ukupno jedanaest puta sudjelovao na olimpijskim igrama što je apsolutni rekord u povijesti hrvatskog športa. Rodio se u obitelji Hrvata, vojnog zrakoplovca, u Beogradu. 
U mladosti je živio u Beogradu, Rijeci, Zadru, Splitu i Zagrebu.

## Igračka karijera
Igračka karijera mu je trajala dvadeset godina od čega 18 sezona u seniorskoj konkurenciji. Bio je igračem klubova "Jedinstvo" iz Zadra 1959. – 1960., "Jadrana" iz Splita 1961. – 1971. gdje je za prvu ekipu debitirao 1964. i "Partizana" iz Beograda 1971. – 1981., te juniorske i B reprezentacije SFRJ. Za seniorsku reprezentaciju SFRJ zabilježio je 297 nastupa u razdoblju 1968. – 1981. i zabio osamdeset golova na službenim natjecanjima. Kao igrač je osvojio ukupno 26 trofeja od čega sedamnaest klupskih naslova i devet reprezentativnih medalja.  
Bio je član reprezentacije na OI 1968. u Ciudad Mexicu ali zbog ozljede prije početka turnira nije bio među jedanaest igrača koji su osvojili zlatnu medalju. Lažno je optužen za uzimanje dopinga na svjetskom prvenstvu 1975. u Caliu, zbog koje je reprezentacija izbačena iz borbe za medalje. Naknadnom analizom utvrđeno je da nije uzeo doping te je oslobođen svake odgovornosti. Na posljednjoj pripremnoj utakmici uoči olimpijskih igara u Montrealu 1976. godine slomio je šaku pa nije igrao na olimpijskom turniru. Nakon loše sreće tijekom igračke karijere najveći uspjeh s reprezentacijom mu je osvajanje srebrne medalje na OI 1980. u Moskvi.
Uspjesi, kao igrač, u reprezentaciji SFRJ:
Zlato - MI u Izmiru 1971., MI u Splitu 1979.
Srebro - OI u Moskvi 1980., EP u Jönköpingu 1977., MI u Alžiru 1975. 
Bronca - SP u Beogradu 1973., EP u Barceloni 1970., EP u Beču 1974., Svjetski kup u Beogradu i Rijeci 1979.
Uspjesi, kao igrač, u klupskom vaterpolu:
Juniorski prvak Jugoslavije - 1966. (Jadran - kapetan ekipe)
Zimsko prvenstvo Jugoslavije - 1967. (Jadran) i 1972. (Partizan)
Prvak Jugoslavije - 1972., 1973., 1974., 1975., 1977., 1978., 1979. (Partizan)
Kup Jugoslavije - 1973., 1974., 1975., 1977., 1979. (Partizan)
Prvak Europe - 1974. i 1975. (Partizan)

## Trenerska karijera
Bio je trener juniora VK "Partizan" iz Beograda 1981. – 1982., kadetske i juniorske reprezentacije SFRJ 1983. – 1984., reprezentacije SFRJ 1984. – 1988., VK "Partizan" iz Beograda 1988-1990., reprezentacije Italije 1990. – 2000., reprezentacije SAD-a 2000. – 2004. i konačno hrvatske reprezentacije od 2004. do 16. rujna 2012., kad je preuzeo dužnost športskog direktora hrvatske reprezentacije. Kao trener je osvojio ukupno 38 trofeja: Mediteranski kup 1989. i Jugoslavenski kup 1990. s Partizanom i 36 reprezentativnih medalja, od čega šesnaest zlatnih što ga čini najtrofejnijim vaterpolskim trenerom svih vremena, najboljim hrvatskim trenerom svih vremena u svim športovima te drugim najuspješnijim izbornikom u povijesti svih športova nakon brazilskog odbojkaškog stručnjaka Bernarda Roche de Rezendea koji ima 52 medalje na kraju 2012. Na velikim seniorskim natjecanjima (OI, SP, EP) Rudić je, kao trener, osvojio šesnaest medalja, od čega deset zlatnih. Jedini je izbornik u svjetskoj povijesti ekipnog športa koji je osvajao medalje vodeći četiri različite nacionalne reprezentacije. Jedini je vaterpolski trener koji je osvojio četiri olimpijska zlata i jedini koji je četiri puta zaredom osvajao medalju na Olimpijskim igrama od čega tri puta zaredom zlata, dva puta sa SFRJ, OI 1984. u Los Angelesu i OI 1988. u Seulu i jednom s Italijom, u Barceloni 1992., zatim kasnije broncu na OI 1996. u Atlanti, a na kraju novo zlato s Hrvatskom OI 2012. u Londonu. Tri je puta bio svjetski prvak s različitim reprezentacijama: SFRJ (1986.), Italijom (1994.) i Hrvatskom (2007.). Četiri puta je bio kontinentalni prvak s tri različite reprezentacije: tri puta europski prvak s Italijom 1993. u Sheffieldu i 1995. u Beču, s Hrvatskom 2010. u Zagrebu, a tome je pridodao i naslov panameričkog prvaka sa SAD-om 2003. Jedan od glavnih razloga njegovog uspjeha je pomoć multidisciplinarnog stručnog stožera koji mu je pomagao u treninzima, sastavljenog od psihologa, fiziologa, doktora, statističara i videoanalitičara. Sve ono što je propustio osvojiti kao igrač Rudić je nadoknadio kao trener. Dok je vodio Hrvatsku i sam je priznao da mu je loša igračka sreća bila dodatna motivacija da uspije kao trener: "Smatrao sam da zaslužujem više. Želio sam osvajati zlatne medalje na najvećim natjecanjima i to je samo dodatno pojačalo moju trenersku ambiciju. Tu ambiciju i tu energiju imam i danas, inače se ne bih bavio ovim poslom", zaključio je. Uvijek je zahtijevao puno od svojih igrača, ali je zato imao rezultate.
U povijesti momčadskih športova jedino su francuski rukometni izbornik Claude Onesta (OI 2008., SP 2009., EP 2010.) i Rudić s Italijom (OI 1992., EP 1993., SP 1994.) uspjeli s istom državom uzastopno osvojiti tri različita najveća natjecanja u svojim sportovima, olimpijski, svjetski i europski naslov. Rudić je bio i bolji jer je u istom ciklusu držao čak i naslov Svjetskog kupa i Mediteranskih igara, dakle pet različitih tadašnjih najvažnijih vaterpolskih naslova u isto vrijeme (svjetska liga je danas četvrto natjecanje po važnosti, no počela se održavati tek 2002.). U godinu dana, od kolovoza 1992. do kolovoza 1993., Rudić je osvajao jedno za drugim zlata na sva četiri seniorska natjecanja koja su uopće održana za europske reprezentacije u tom razdoblju (OI, Svjetski kup, MI, EP) te je u četiri godine od lipnja 1991. do kolovoza 1995. bio zlatni na sedam od devet raspoloživih natjecanja. U tri godine, od kolovoza 1992. do kolovoza 1995., pobijedio je na šest od sedam mogućih natjecanja. Iako su ga u postizanju savršenog zlatnog rezultata, devet od devet, spriječili četvrto mjesto na EP u kolovozu 1991., i bronca na dobrovoljačkim igrama u srpnju 1994. talijanska generacija koju je vodio osvojila je i olimpijsku broncu 1996. i još tri medalje. Smatra ju se najboljom talijanskom momčadi svih vremena u ekipnim sportovima. Rudić je u 10 godina vođenja Italije osvojio ukupno trinaest medalja, uključujući šest s velikih natjecanja i ukupno sedam zlata, uključujući četiri s velikih natjecanja (OI, SP, dva EP).   
Na SP-u u Melbourneu 2007. osvojio je prvo mjesto s Hrvatskom koja je prvi put osvojila medalju na SP-u i prvo seniorsko zlato u vaterpolu uopće. Na SP-u u Rimu 2009. osvojio je broncu. Na EP-u u Zagrebu 2010. osvojio je zlato s Hrvatskom, koja je po prvi put postala europski prvak. Na SP-u u Šangaju 2011. obranio je broncu iz 2009. Trijumf u svjetskoj ligi na početku 2012. je prvo hrvatsko zlato u tom natjecanju. Na OI 2012. u Londonu popularne Barakude su, pod vodstvom Ratka Rudića, s nikad prije viđenom dominacijom na olimpijadama pomele protivnike u svih osam utakmica. U finalu su pobijedili svjetskog prvaka Italiju, osvojili svoj prvi naslov na OI i slavodobitno se popeli na pozlaćeni Olimp. Rudić je tako, nakon Italije, i s Hrvatskom uspio osvojiti četiri različita reprezentativna trofeja (SP, EP, Svjetska liga, OI). S Hrvatskom je u osam godina osvojio ukupno deset medalja, uključujući pet s velikih natjecanja. Četiri medalje su bile zlatne, od toga tri s bitnih svjetskih natjecanja (OI, SP, EP). Sredinom studenog 2013., nakon kratke mirovine, preuzeo je reprezentaciju Brazila, domaćina OI 2016. Od 2018. do 2020. trenirao je talijanskog prvoligaša Pro Recca. Objavio je odlazak u mirovinu 6. svibnja 2020.

## Priznanja i nagrade
U više navrata bio je proglašen najboljim igračem jugoslavenske lige po izboru Sportskih novosti iz Zagreba i Sporta iz Beograda. Bio je najbolji strijelac Jugoslavije na Europskom prvenstvu 1977. u Jönköpingu s devet pogodaka u sedam utakmica. Najznačajnije društveno priznanje u Jugoslaviji, Nagradu AVNOJ-a, dobio je 1988. godine.
Kao izbornik SFRJ-a Sportske novosti proglasile su ga izbornikom muške ekipe godine 1984., 1987. i 1988. Istu je nagradu dobio i 2007. kao izbornik Hrvatske, samo što su je ovaj put Sportske novosti dodjeljivale zajedno s Hrvatskim olimpijskim odborom.
U međunarodnu kuću slavnih vodenih športova primljen je 2007. Hrvatski olimpijski odbor ga je 2007. i 2012. imenovao trenerom godine u Hrvatskoj. Hrvatsku državnu nagradu za šport "Franjo Bučar" dobio je 2007. kao godišnju pojedinačnu nagradu i 2012. kao nagradu za životno djelo. Hrvatski zbor sportskih novinara dodijelio mu je 2012. Priznanje za suradnju s medijima. Predsjednik Republike Hrvatske, Ivo Josipović, odlikovao ga je 2012. godine Redom kneza Branimira s ogrlicom.
U Zagrebu je 7. lipnja 2025. predstavljena monografija o njegovu životu Dogodio se Dejana Aćimovića i Borisa Rašete.

## Vanjske poveznice
- Kao igrač nije uspio do zlata, ali kao trener sve je nadoknadio  Arhivirana inačica izvorne stranice od 22. kolovoza 2012. (Wayback Machine)